# Stea dublă
În astronomie, o stea dublă reprezintă o pereche de stele care văzute printr-un telescop optic apar ca fiind foarte apropiate. Dacă stelele sunt conectate gravitațional una de cealaltă se poate vorbi de un sistem binar sau de o stea binară; iar dacă nu sunt conectate și sunt la distanță mare apărând împreună doar din cauza alinierii observatorului terestru, atunci ansamblu se numește stea dublă optică. Stelele binare sunt importante în astronomie, deoarece permit calcului direct ai masei stelare și al altor parametrii.